# قانون تابعیت پاراگوئه
قانون تابعیت پاراگوئه (انگلیسی: Paraguayan nationality law) بر پایه مبانی اصل خاک است. قانون تابعیت بر پایه فصل ۳  قانون اساسی پاراگوئه سال ۱۹۹۲ استوار است. طبق قانون قصد دریافت تابعیت، عضو رسمی یک کشور گردیدن با رابطۀ حقوقی و تعهدات بین کشور و ملت که تحت عنوان حقوق شهروندی شناخته می شود، تفاوت دارد.